# Nguinouma
Nguinouma est un village du Cameroun, situé dans l'arrondissement (commune) de Bibey, le département de la Haute-Sanaga et la région du Centre, sur la route qui relie Mbomendjok à Ewankang.

## Population
En 1963, Nguinouma comptait 227 habitants, principalement des Bamvele. Lors du recensement de 2005, on y a dénombré 379 personnes.